# Gare de Montdidier
La gare de Montdidier est une gare ferroviaire française de la ligne d'Ormoy-Villers à Boves, située à 400 mètres du centre-ville de Montdidier, sous-préfecture du département de la Somme, en région Hauts-de-France.
C'est une gare de la Société nationale des chemins de fer français (SNCF) desservie par des trains TER Hauts-de-France.

## Situation ferroviaire
Établie à 62 m d'altitude, la gare de Montdidier est située au point kilométrique (PK) 115,358 de la ligne d'Ormoy-Villers à Boves (autrefois dite « ligne du charbon »), sur une section en service, entre les gares ouvertes de Tricot et d'Hargicourt - Pierrepont. C'est une ancienne gare de bifurcation qui était située au PK 100,155 de la ligne de Saint-Just-en-Chaussée à Douai, (tronçon déclassé).
Deux lignes de chemin de fer secondaire à voie métrique y passaient également : 
- la ligne Noyon - Lassigny - Rollot - Montdidier  des chemins de fer départementaux de l'Oise exploitée par la Compagnie des Chemins de fer de Milly à Formerie et de Noyon à Guiscard et à Lassigny (NGL)
- la Ligne Albert - Montdidier des chemins de fer départementaux de la Somme exploitée par la société générale des chemins de fer économiques (SE).

Le bâtiment est placé de manière inhabituelle, perpendiculairement aux voies. Les voies de l'ex-ligne du charbon vers/depuis Amiens passent le long de son pignon ouest tandis que celles de l'ancienne ligne vers Douai et de la ligne métrique des chemins de fer départementaux de la Somme et de l'Oise vers Saint-Just-en-Chaussée et Roisel, aujourd'hui déposées, passaient le long du pignon Est. Les deux lignes se raccordaient à une faible distance du bâtiment voyageurs.
C'est l'une des trois gares intermédiaires de la ligne (avec Moreuil et Estrées-Saint-Denis) où les trains peuvent se croiser sur cette ancienne ligne à double voie mise à voie unique dans les années 1980.
La gare de Montdidier abrite le poste d'aiguillage informatique à technologie PC (poste PIPC), qui commande toute la ligne en BAPR de Compiègne (exclu) à Longueau (exclu), ainsi que les installations des gares de Moreuil, Montdidier et Estrées.

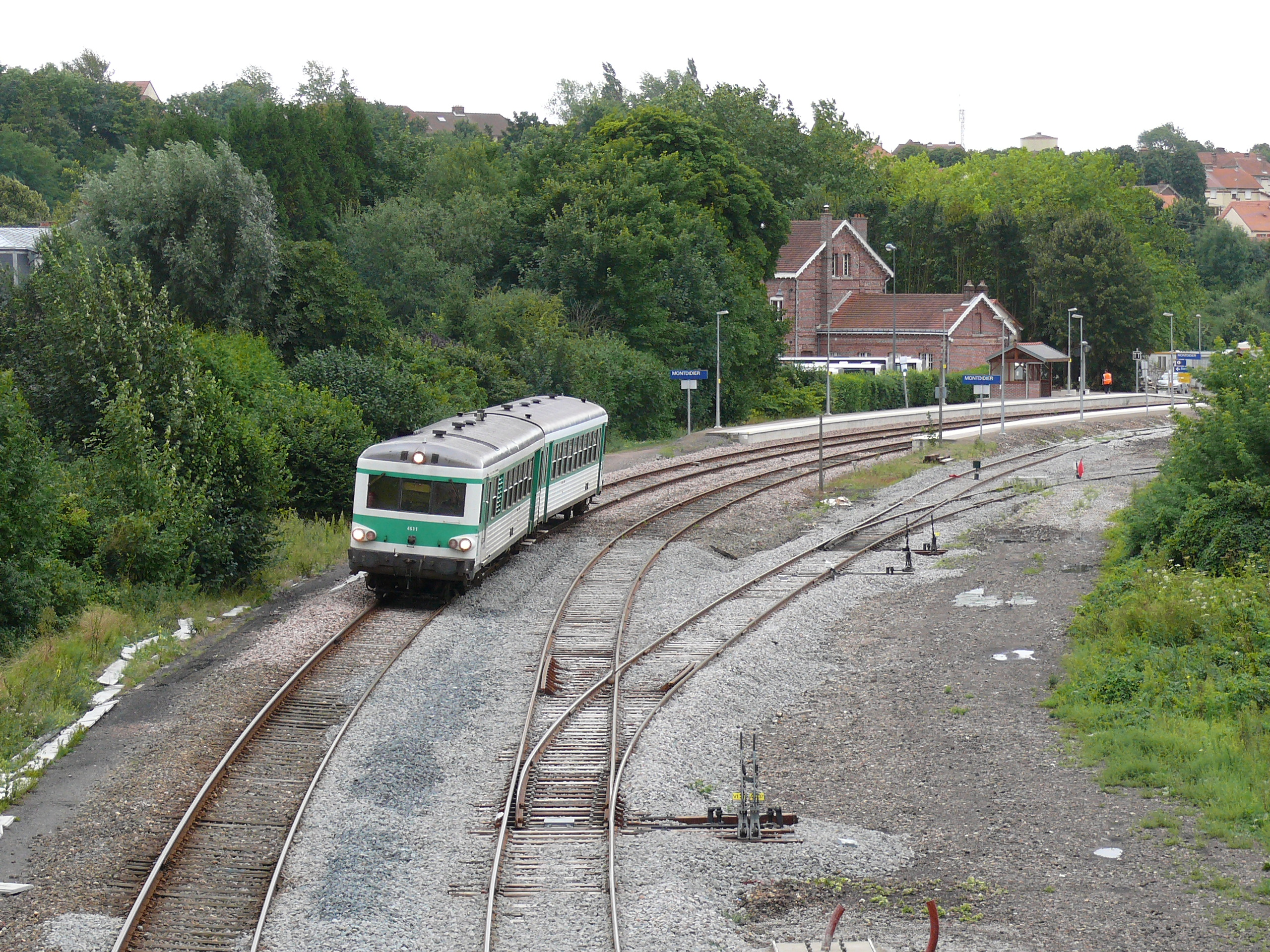
La gare, vue en 2008 depuis le pont de l'ancienne Route nationale 30.

## Histoire

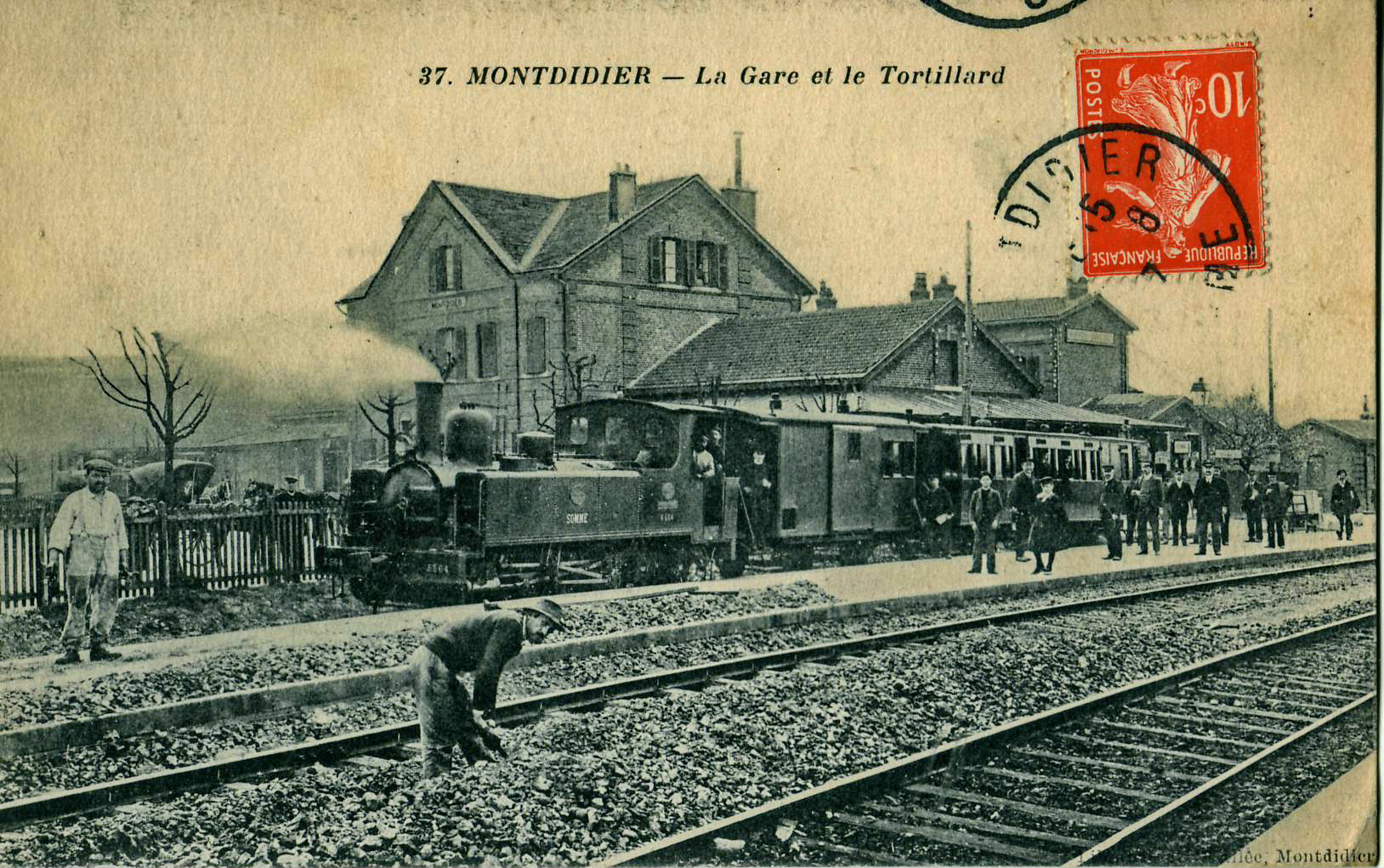
La gare donnait correspondance avec la ligne de chemin de fer secondaire à voie métrique Montdidier – Albert des Chemins de fer départementaux de la Somme, dont on voit une rame derrière les voies de la ligne Ormoy-Villers – Boves.

Montdidier était autrefois un point de croisement très important entre les lignes d'Ormoy-Villers à Boves et de Saint-Just-en-Chaussée à Douai.
Les trains charbonniers venant du bassin minier rejoignaient les grandes gares de triages du Nord de la région Parisienne via Estrées-Saint-Denis et Longueil-Sainte-Marie.
Cette ligne avait été créée pour absorber le fort trafic fret (essentiellement produits du charbon et minerais) en provenance du Nord et de l'Est de la France vers Paris qui engorgeait la ligne Paris – Lille par Creil. Cette dernière était alors plutôt consacrée aux performances de vitesse pour les trains voyageurs tandis que le tonnage passait par Montdidier, Estrées, Longueil, Verberie, Ormoy, Le Bourget…
La gare et ses installations ont été détruites pendant la Première Guerre mondiale,,,.
Avec l'électrification (années 1950, 1960), les performances s'améliorent sur le trajet par Creil et la ligne du charbon perd de l'importance car les trains tractés par la fée électricité y sont progressivement reportés. Un projet d'électrification est prévu mais n'est réalisé qu'entre Ormoy et Verberie. La fin de la traction thermique, la fermeture des bassins miniers et le report du trafic fret sur route diminuent encore les performances d'une ligne sinueuse, lente et encore équipée comme au temps du Nord. Le coup de grâce est porté par la fermeture de la section Estrées – Longueil au cours des années 1970 qui interdit toute relation directe (sans manœuvre de refoulement) vers/depuis Paris. Le déclassement de la ligne Douai – Saint-Just ferme définitivement la route vers les bassins miniers et industriels du Nord et de la Belgique.
En 1991, le tracé de la LGV Nord vient couper physiquement la ligne entre Estrées et Longueil. Les rares crédits de rénovation non engloutis par la LGV Nord partent dans la mise à niveau de la ligne de Creil. il faudra attendre les années 2000 pour voir la mise en place du BAPR et la rectification de la voie pour réhausser la vitesse à 140km/h. Entre-temps la double voie est transformée en ligne à une voie banalisée dans les années 1980.
Sur la ligne vers Douai les voies sont déposées entre Montdidier et Roye (ligne de Saint-Just-en-Chaussée à Douai) et entre Estrées-Saint-Denis et Longueil-Sainte-Marie. Entre Montdidier et Estrées, seule une voie a été préservée afin d'assurer la jonction TER entre Amiens et Compiègne. Le trafic Fret est aujourd'hui très faible (quelques trains de céréales) tandis qu'il a été pendant plus d'un siècle très intense.
Une troisième ligne à voie métrique partait vers Rollot, Lassigny et Noyon. Exploitée par la Société anonyme des chemins de fer de Noyon à Guiscard et Lassigny (NGL) puis VFIL Oise et appartenant au réseau des chemins de fer départementaux de l'Oise, elle a été ouverte en 1913 et fermée en 1948. Une quatrième ligne également à voie métrique reliait Montdidier à Albert. Exploitée par la Société générale des chemins de fer économiques (SE), elle faisait partie des chemins de fer départementaux de la Somme et a fonctionné de 1889 jusqu'en 1948.
Les autocars TER Picardie continuent de relier Montdidier à Saint-Just-en-Chaussée et à Roisel mais les horaires pratiqués ne permettent pas d'établir des correspondances entre les deux lignes encore actives (Montdidier – Saint-Just (car) et Amiens – Compiègne(TER)).
Elle a bénéficié de travaux d'amélioration et de mise en accessibilité aux personnes handicapées en 2003, dans le cadre du chantier de modernisation de la relation Amiens – Compiègne financé dans le cadre du 12e contrat de plan État-région.

## Service des voyageurs

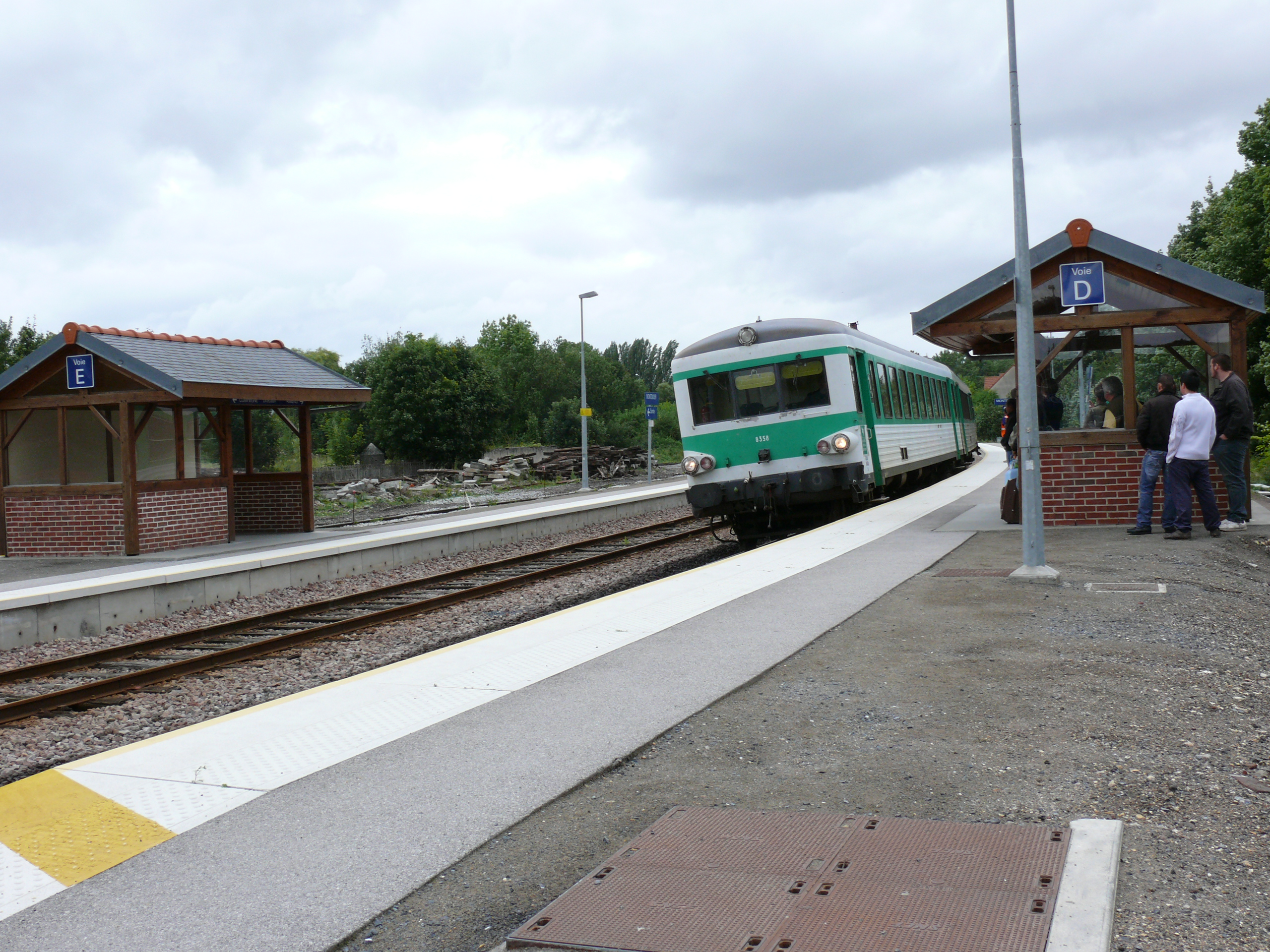
Les quais après la modernisation de 2003

### Accueil
Gare SNCF du réseau TER Hauts-de-France elle dispose d'un bâtiment voyageurs, avec un guichet, ouvert tous les jours. Elle est équipée d'un automate pour l'achat de titres de transport TER et de panneaux d'affichage électronique des trains.
Un passage planchéié permet la traversée des voies et l'accès aux quais.

### Desserte
Montdidier est desservie par des trains TER Hauts-de-France, express ou omnibus, qui effectuent des missions entre les gares Amiens et de Compiègne. En 2009, la fréquentation de la gare était de 685 voyageurs par jour.

### Intermodalité
Un abri à vélos et quelques places de parking pour les véhicules sont aménagés. À proximité immédiate du bâtiment voyageurs on trouve les arrêts réservés pour les cars des lignes 624 et 684 du réseau interurbain de l'Oise et de la ligne 744 du réseau Trans'80.

## Service des marchandises
Cette gare est ouverte au service du fret.

## Galerie de photographies

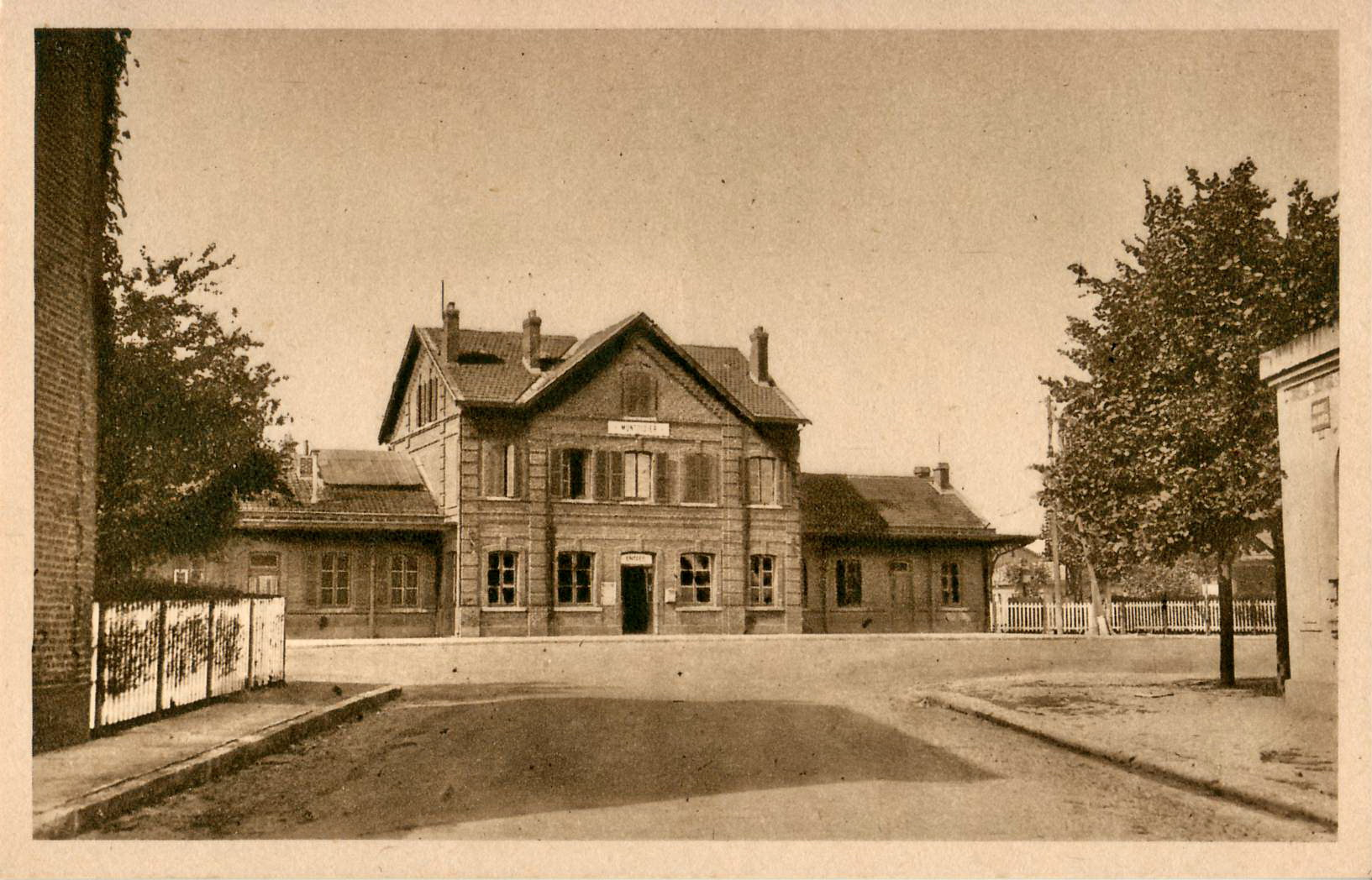
La façade de la gare a peu évolué depuis cette photo datant de la première moitié du XXe siècle
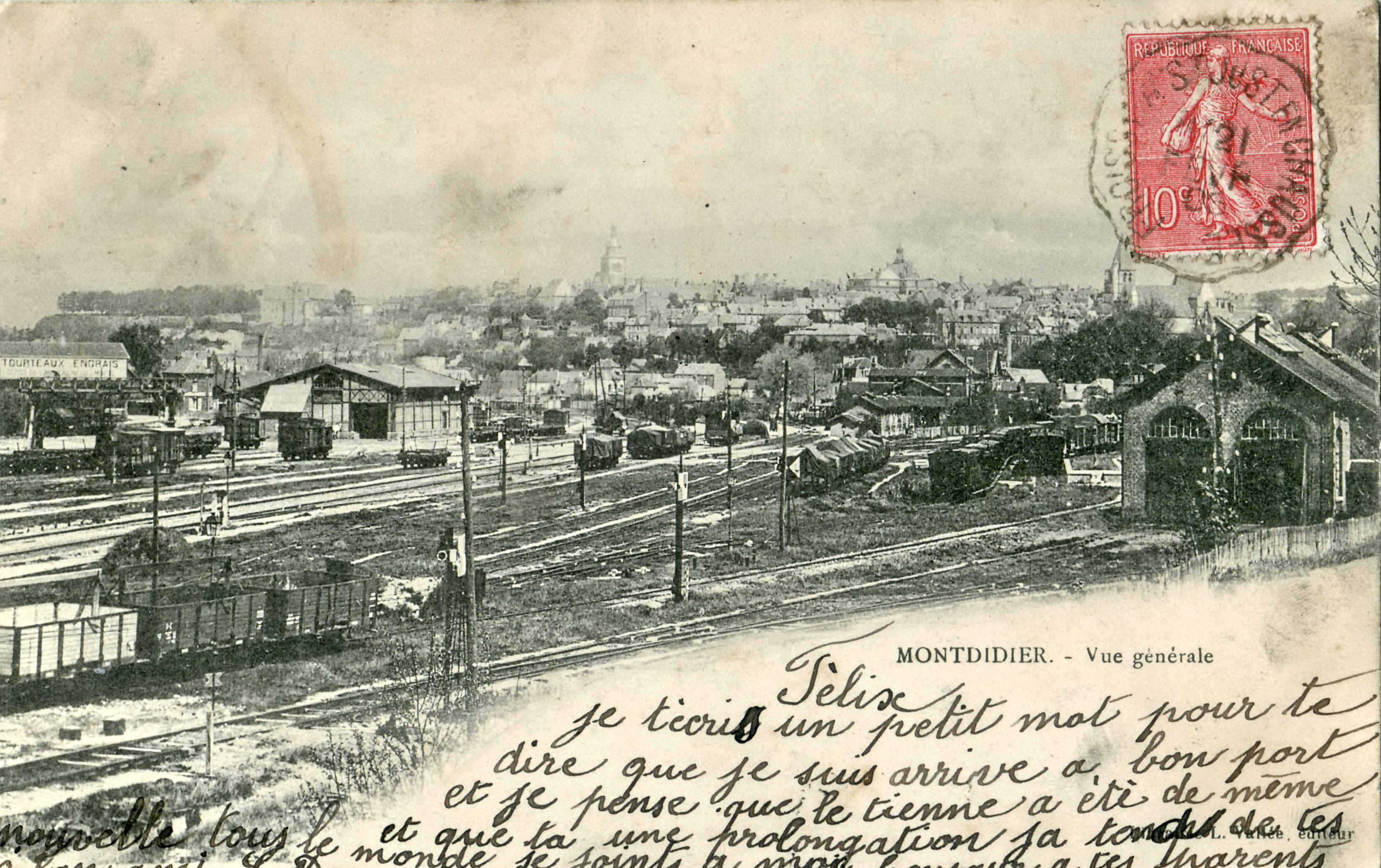
Montdidier vu depuis la gare, au début du XXe siècle
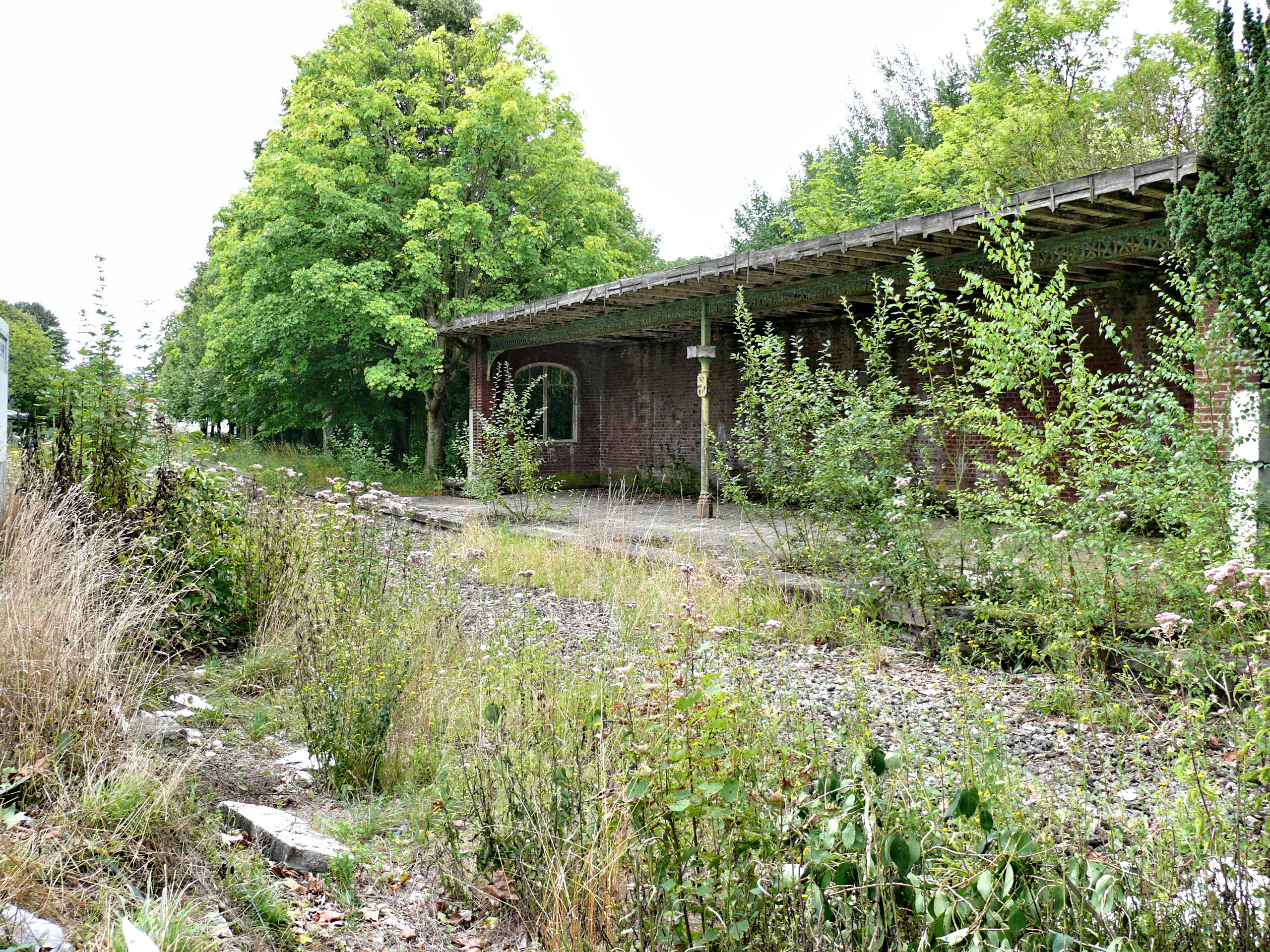
Vestiges des quais de la ligne vers Cambrai, déposée de longue date